# Пригоди козака Енея
«Приго́ди козака́ Ене́я» — мультиплікаційний фільм 1969 року Творчого об'єднання художньої мультиплікації студії Київської кіностудії науково-популярних фільмів, режисер — Ніна Василенко. Мультфільм знято за мотивами «Енеїди» Івана Котляревського. Мультфільм знято до 200-ліття з дня народження класика української літератури (1769—1969).

## Сюжет
За мотивами «Енеїди» Івана Котляревського. В образах античних богів письменник висміяв панство XVIII століття.

## Творча група
- Автор сценарію: Є. Дубенко
- Режисер-постановник: Ніна Василенко
- Художник-постановник: Едуард Кірич
- Композитор: Мирослав Скорик
- Редактор: Тадеуш Павленко
- Оператор: Анатолій Гаврилов
Сергій Нікіфоров
- Звукооператор: Ізраїль Мойжес
- Мультиплікатори: Євген Сивокінь, Єфрем Пружанський, Ніна Чурилова, Марк Драйцун, Костянтин Чикін, Адольф Педан, Володимир Пекар, Володимир Дахно, Жан Таран, Борис Храневич, Олександр Лавров, В. Баєв, М. Брікер
- Асистенти: Галина Бабенко, О. Дьомкіна, Ж. Покулита, Юна Срібницька, А. Тищенко, Микола Чурилов, Генріх Уманський
- Консультант: В. Сидоренко
- Текст читає: Дмитро Франько
- Директор картини: Іван Мазепа

## Дивись також
- «Енеїда» (1991)
- Фільмографія ТО художньої мультиплікації студії «Київнаукфільм»